# Nachal Tur
Nachal Tur (hebrejsky נחל טור) je vádí na Západním břehu Jordánu, v Judské poušti.
Začíná v nadmořské výšce okolo 100 metrů na svazích vrchu Katef Tur v pouštní náhorní planině. Směřuje pak k východu a klesá strmě do příkopové propadliny Mrtvého moře. V kaňonu se nacházejí skalní stupně a tři vodopády, z nichž nejvyšší měří 80 metrů. Vádí je turisticky využívané. Jižně odtud leží turistický cíl a vyhlídka Mecukej Dragot. Vádí pak podchází dálnici číslo 90 a ústí do Mrtvého moře cca 3,5 kilometru severoseverovýchodně od izraelské osady Micpe Šalem.